# Клод Лорі
Клод Лорі (27 лютого 1932 , Безансон  — 21 березня 2023 , Шарне-ле-Макон ) — французький гляціолог. Він є почесним директором наукових досліджень CNRS. Він був директором Laboratoire de glaciologie et géophysique de l'environnement у Греноблі з 1983 по 1988 рік.
Він брав участь у понад 20 полярних експедиціях, переважно до Антарктиди, і допоміг організувати багато міжнародних співпраць, зокрема крижане ядро станції Восток. Він сприяв виявленню та інтерпретації інформації про палео-атмосферу в крижаних ядрах.

## Нагороди
- Командувач Легіону, 2009 р.
- Премія «Блакитна планета», 2008 р.
- Медаль Вернадського ЄГУ, 2006 р.
- Золота медаль Національного центру наукових досліджень, 2002 рік
- Премія Бальзана 2001 р. за кліматологію
- Премія Тайлера за екологічні досягнення, 1996 р.
- Офіцер Légion d'honneur, 1998 р.
- Член Французької академії наук, 1994 р.
- Премія Італгаса, 1994 р.
- Медаль Белгіки, 1989 р.
- Премія Гумбольдта, 1988 р.
- Медаль і премія Бауера, Інститут Франкліна, 2017, 2017 р.